# Cấu trúc quyền lực
Cơ cấu quyền lực là một hệ thống ảnh hưởng tổng thể giữa bất kỳ cá nhân nào và mọi cá nhân khác trong bất kỳ nhóm người được chọn nào. Một mô tả về cấu trúc quyền lực sẽ nắm bắt cách thức phân chia quyền lực hoặc quyền hành giữa những người trong các nhóm như chính phủ, quốc gia, tổ chức, tổ chức hoặc xã hội. Các cấu trúc như vậy được quan tâm cho các lĩnh vực khác nhau, bao gồm xã hội học, chính phủ, kinh tế và kinh doanh. Một cấu trúc quyền lực có thể được xây dựng chính thức và có chủ ý để tối đa hóa các giá trị như tính công bằng hoặc hiệu quả, như trong một tổ chức phân cấp trong đó mọi thực thể, ngoại trừ một thực thể, phụ thuộc vào một thực thể khác. Ngược lại, cấu trúc quyền lực có thể là một tập hợp vai trò không chính thức, chẳng hạn như các cấu trúc được tìm thấy trong hệ thống phân cấp thống trị trong đó các thành viên của một nhóm xã hội tương tác, thường rất tích cực, để tạo ra một hệ thống xếp hạng. Một nền văn hóa được tổ chức theo một hệ thống phân cấp thống trị là một nền văn hóa thống trị, đối lập với một nền văn hóa hợp tác bình đẳng. Một nhóm hữu hình, ưu thế hoặc ưu tú nắm giữ quyền lực hoặc quyền lực trong một cơ cấu quyền lực thường được gọi là Cơ sở. Các cấu trúc quyền lực là chất lỏng, với những thay đổi xảy ra liên tục, chậm hoặc nhanh, phát triển hoặc cách mạng, hòa bình hoặc dữ dội.